# دنیس گرین (بازیکن فوتبال)
دنیس گرین (انگلیسی: Dennis Greene؛ زادهٔ ۱۴ آوریل ۱۹۶۵) بازیکن فوتبال است.
از باشگاه‌هایی که در آن بازی کرده‌است می‌توان به باشگاه فوتبال وایکام واندررز اشاره کرد.